# Орден «Батьківська слава»
Орден «Батьківська слава» (рос. орден «Родительская слава») — державна нагорода Російської Федерації.

## Історія нагороди
- 13 травня 2008 року указом Президента Російської Федерації Медведєва Д. А. «Про заснування ордена „Батьківська слава“»[1] був встановлений орден «Батьківська слава».
- 29 квітня 2009 року указом Президента Російської Федерації № 475[2] були додатково передбачені знаки ордена для носіння в урочистих випадках.
- Указом Президента Російської Федерації від 7 вересня 2010 року № 1099 «Про заходи щодо вдосконалення державної нагородної системи Російської Федерації»[3] затверджені нині діючі статут та опис ордену.

## Статут ордена
1. Орденом «Батьківська слава» нагороджуються батьки (усиновителі), що знаходяться у шлюбі, укладеному в органах реєстрації актів цивільного стану, або, у разі неповної сім'ї, один з батьків (усиновлювачів), які виховують або виховали сімох і більше дітей — громадян Російської Федерації відповідно до вимог сімейного законодавства Російської Федерації.
Батьки (усиновителі), що нагороджуються, та їх діти утворюють соціально відповідальну родину, ведуть здоровий спосіб життя, забезпечують належний рівень турботи про здоров'я, освіту, фізичний, духовний та моральний розвиток дітей, повний і гармонійний розвиток їх особистості, подають приклад у зміцненні інституту сім'ї і вихованні дітей.
2. Нагородження осіб орденом «Батьківська слава» провадиться після досягнення сьомою дитиною віку трьох років і за наявності в живих інших дітей, за винятком передбачених випадків.
3. При нагородження орденом «Батьківська слава» враховуються діти, загиблі або зниклі безвісти при захисті Вітчизни або її інтересів, під час виконання військового, службового або громадянського обов'язку, померлі внаслідок поранення, контузії, каліцтва або захворювання, отриманих за зазначених обставин, або внаслідок трудового каліцтва або професійного захворювання.
4. Нагородження орденом «Батьківська слава» усиновителів здійснюється за умови гідного виховання та утримання усиновлених (удочеріних) дітей протягом не менше п'яти років.

### Порядок носіння
- Знак ордена «Батьківська слава» носиться на лівій стороні грудей і за наявності інших орденів Російської Федерації розташовується після знака ордена Дружби.
- Для особливих випадків і можливого повсякденного носіння передбачено носіння мініатюрної копії знака ордена «Батьківська слава», яка розташовується після мініатюрної копії знака ордена Дружби.
- При носінні стрічки ордена «Батьківська слава» на планці вона розташовується після стрічки ордена Дружби.

## Знаки ордена
Орден «Батьківська слава» має знак ордена у футлярі, чоловічий і жіночий знак ордена для носіння в урочистих випадках, а також мініатюрні копії знака ордена, призначені для носіння.
| Знак ордена у футлярі | Чоловічий і жіночий знаки ордена |
| --------------------- | -------------------------------- |
|                       |                                  |
|                       |                                  |